# Destral
Se llama destral a una especie de hacha pequeña de dos bocas o cortes que se usaba con una sola mano. 
En muchas ocasiones, se usaba la destral como arma arrojadiza bien fuese tirándola con el brazo, bien disparándola con el arco.[cita requerida]